# Kagura-den

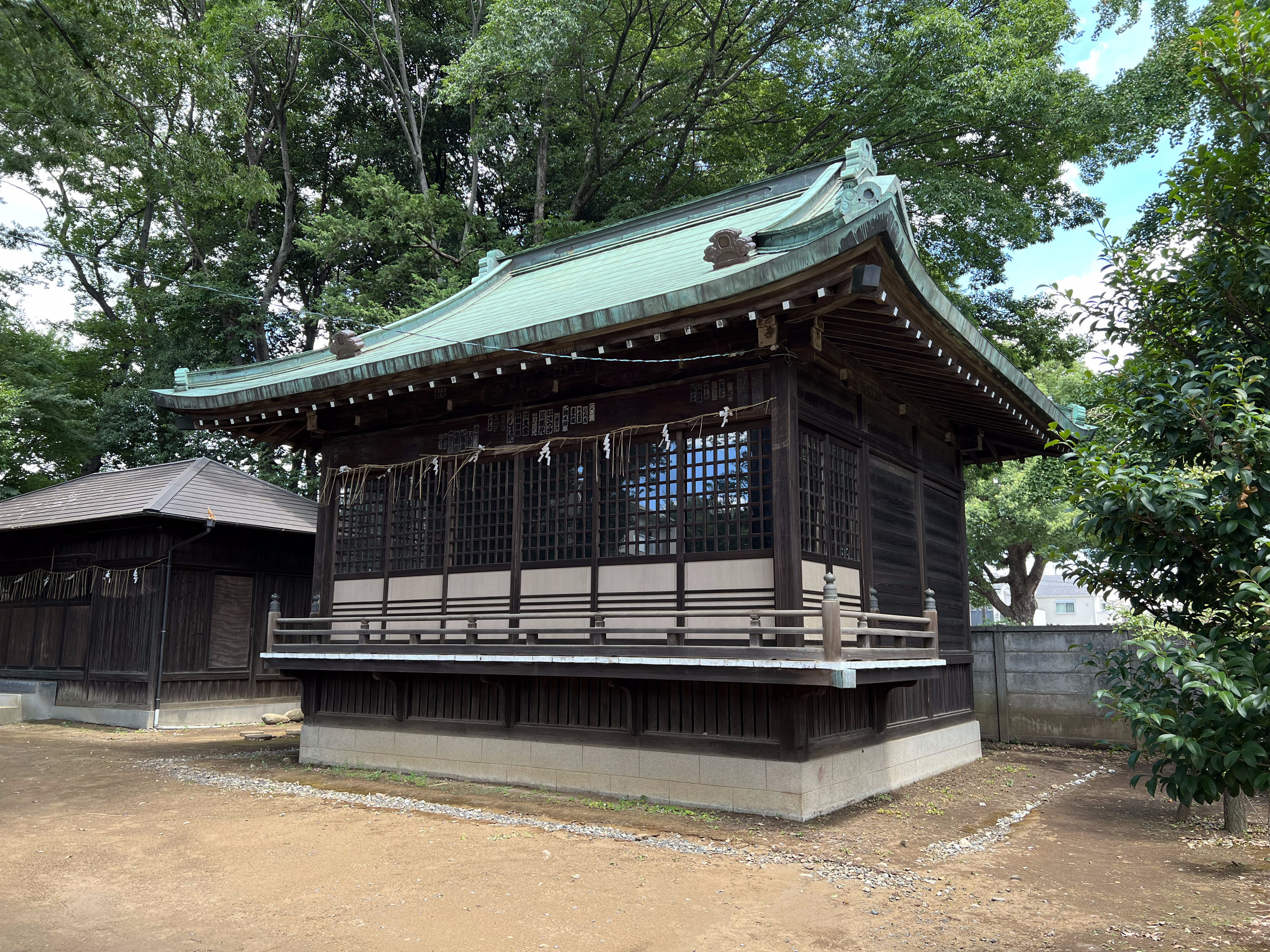
Un kagura-den nel Santuario Kasuga di Nara

Il kagura-den (神楽殿? sala kagura, lett. "sala della danza"), anche chiamato maidono (舞殿?) o buden (舞殿?) con riferimento in quest'ultimo caso alla danza tradizionale bugaku, nel contesto di un santuario shintoista è l'edificio nel quale durante le cerimonie si svolgono la musica e la danza sacra kagura che vengono offerte ai kami. 
Si trattava originariamente di un palcoscenico temporaneo, a uso teatrale. Viene menzionato per la prima volta in un testo del IX secolo che descrive un maidono costruito di fronte al santuario di Hirano.
Nell'arco di circa un secolo si diffusero, divennero strutture permanenti e infine la loro funzione religiosa prevalse su quella originaria. È stato proposto che l'haiden, o sala di culto, trovi le sue origini nel kagura-den.
Possono variare leggermente nei dettagli architettonici e nella funzione da santuario a santuario. Vengono utilizzati anche per i matrimoni e per le rappresentazioni teatrali nō.